# 睡衣香蕉人
《睡衣香蕉人》（Bananas in Pyjamas），是一部澳大利亞的兒童電視節目，於1992年7月20日在澳大利亞廣播公司（ABC）首播。該節目將播放權出售到不同的國家並將其配音成不同的語言。在美國，標題中「睡衣」的英文被修改為美式的拼法「Pajamas」。
這個節目從1995年至1997年，維持一集30分鐘，後來節目縮短為一集15分鐘並搭配另一個短暫的15分鐘影集——《一盒會說話的蠟筆》（The Crayon Box），兩個影集共同組合成一個30分鐘的電視節目，由賽克斯家庭娛樂（Sachs Family Entertainmen）製作，這個電視節目取名為《睡衣香蕉人與一盒會說話的蠟筆》。此外，這個節目的角色以及場景在兒童節目《兒童的好品行》（Kids for Character）中的續集出現，該集取名為《兒童的好品行：選擇的價值》（Kids for Character: Choices Count）。而試播的一集名稱叫《粉紅馬克杯》（Pink Mug）。
節目概念源自於1967年凱里·布萊頓（Carey Blyton）在澳大利亞兒童節目《從遊戲中學習》（Play school）中所寫的一首歌曲《睡衣香蕉人》（Bananas in Pyjamas），這首歌曲的成功給予了這個節目靈感。該曲是《從遊戲中學習》節目中重要的元素，後來也成為了一部新影集的主題。
1997年發行了一張名為《碰撞及跳躍》（Bumping & A Jumping）的專輯，此專輯是以《睡衣香蕉人》作為專輯基礎。而這個節目在2011年5月由南星娛樂公司（Southern Star Entertainment）重新製作為電腦成像的動畫影集。

## 概述
該節目的主角是兩條擬人化的香蕉，其名稱分別為香蕉一號（B1）和香蕉二號（B2）。其他角色包括三隻泰迪熊：艾咪、露露和摩根，以及一隻帶帽鼠。香蕉們、泰迪熊們和帶帽鼠住在同一個居民區，一條名為「擁抱大道」的囊底路。香蕉們居住在海灘旁，並擔任海灘巡警的職位；泰迪熊住在隔壁並負責照看公園；而帽鼠則在社區的小商店居住並在那裡工作。卡通裡的角色享受食用著「津津有味蜂蜜蛋糕」和「黃色果凍」。

## 製作

### 靈感來源
卡通的角色靈感來自於英國作曲家凱里·布萊頓（著名的兒童作家伊妮德·布萊頓的姪子）所寫的一首兒童歌曲。這首輕鬆活潑的歌曲描述睡衣香蕉人（並未指明有幾個香蕉人）追逐泰迪熊的場景，曲末音樂有些微的轉折，以用來強調香蕉們想要「在不知情的情況下抓住泰迪熊」。
這首歌曲在澳大利亞版本的《從遊戲中學習》節目中播放了許多年，音樂搭配著動畫，動畫中一對香蕉人身穿藍白條紋的睡衣。這也就創造出香蕉人填充娃娃的概念以作為玩具模型的一部分，而這些模型也成為了香蕉人一號和香蕉人二號外觀樣貌的基礎。

### 拍攝
這個節目藉由穿著精美道具服的人類演員所表演而成，這些道具服有英國卡通節目《好玩小天地》（Tweenies）和《天線寶寶》（Teletubbies）的風格。在節目剛開始播出時，香蕉人的聲音是由道具服內的演員所發聲的，但最終演員放棄了這種方式，並替換掉由人操縱的悶熱道具服。
這個節目從1992年首播起，持續播放新的集數直到2002年播放權的最後一集，一共播放了約300集以及4集特別節目。該節目在1995年於美國首播。在1995年至1999年間，它也被製作為影帶以及其他媒體的形式。一款由多美玩具公司所設計的玩具產品首次在1996年推出。

## 重演
2011年5月2日新版《睡衣香蕉人》在澳大利亞ABC2電視台首播，這是由南星娛樂公司以全電腦成像的方式製作成的動畫；隨後也在其他國家播出。该节目包含了新的歌曲、故事和角色。新的角色包括塔布希腮幫袋鼠、查理發明家猴和班納聰明狗。新影集的計畫於2009年開始，并在2010年初開始製作。新的影集包含了104集，每集十二分鐘。
2011年7月，香蕉人一號和香蕉人二號的模型在位於阿德雷德的澳大利亞廣播公司（ABC）大樓裡遭到兩名人士盜走，而竊嫌在三天後歸還模型。警方將模型歸還至ABC，隨後起訴兩名竊嫌。
2013年6月6日，據推測由於動畫版本的節目未能達到足夠的營利金額以負擔製作第四季的成本，恐暫緩節目的製作。而ABC則迅速的駁斥這項說法，公司的女發言人表示公司是否會推出新的一季的這個決議，將會在2013年底作出決定。

## 流行語
香蕉人以他們的流行語而聞名，當他們想到點子遇到對方時，他們常會說：「你在想我正在想的事嗎，香蕉一號？」、「我想是在想你在想的事，香蕉二號！這是香蕉人的點子時刻！」。而帽鼠也有三句流行語，當他未能成功地完成某件事時，他會說：「噢，我的起司和鬍鬚阿！」；或者是當他試圖欺騙其他角色時，他會說：「相信我，我是一隻老鼠！」；以及當他想到好主意時，他會唱：「我是一隻老鼠，我是一隻老鼠，我是一隻很聰明、很聰明的老鼠。」考量到目標觀眾的年齡，泰迪熊的戲份並不常是節目的主要情節，但當泰迪熊在劇中出現時，通常都是以玩笑的方式出場。通常，香蕉人會與其他角色從事唱歌、跳舞以及玩樂的活動，並相互逗弄。